# Viktor Illugason
Viktor Unnar Illugason (ur. 25 stycznia 1990 w Reykjavíku) – islandzki piłkarz występujący na pozycji napastnika.
W lidze islandzkiej rozegrał 63 spotkania i zdobył 5 bramek. Reprezentował też swój kraj w drużynach juniorskich do lat 17 i 19.